# Arlene Fiore

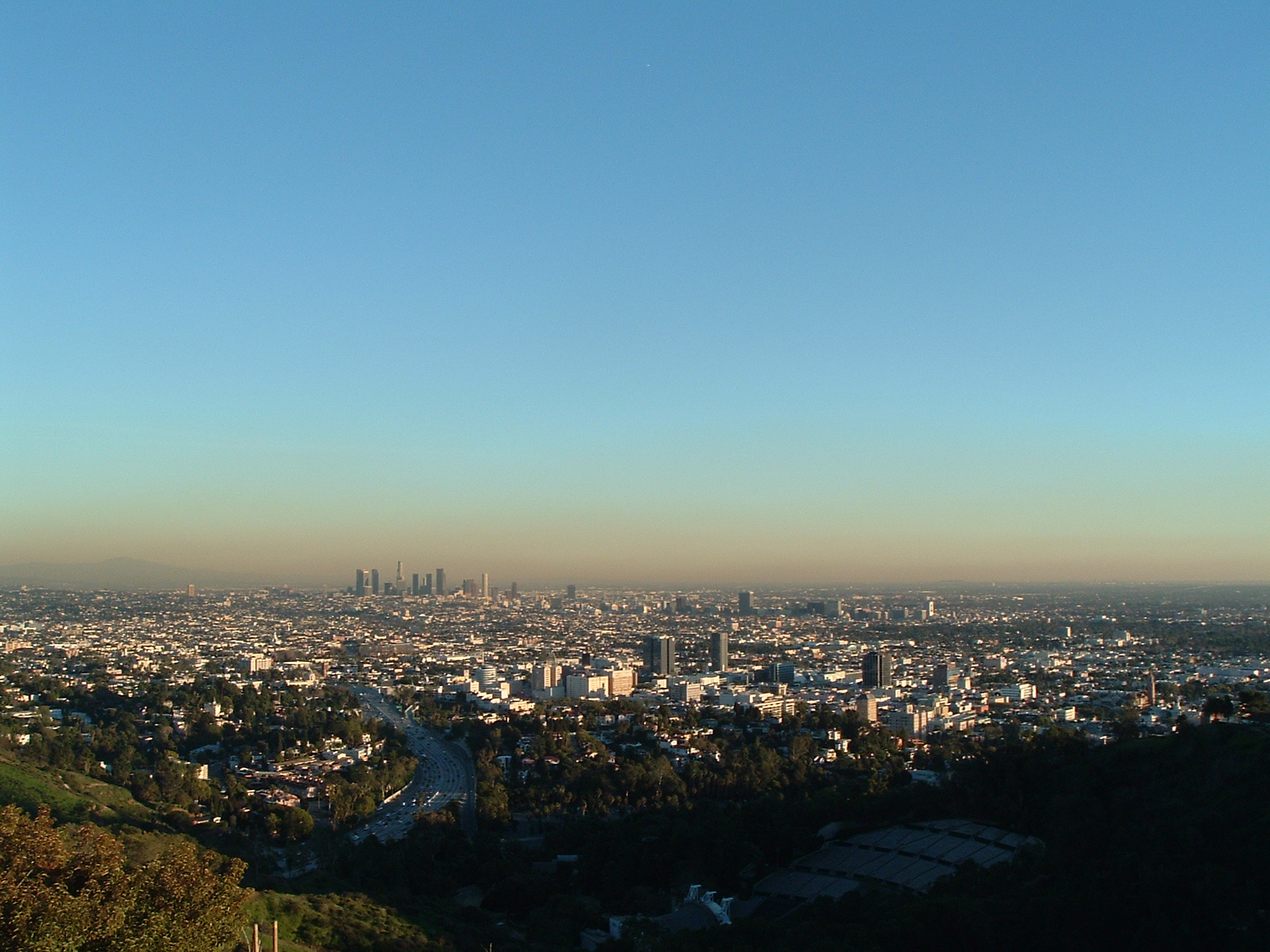
Na obrázku namodralý opar nad městem způsobený ozonovým smogem. Arlene Fiore se zabývá především vlivem přízemního ozonu na globální klima.

Arlene Fiore je americká atmosférická chemička a ve svém výzkumu se zaměřuje na otázky týkající se kvality ovzduší a změny klimatu. Zabývá se používáním satelitních modelů k informování o kvalitě ovzduší a zdravotních dopadech. Je docentkou na katedře věd o Zemi a životním prostředí na Kolumbijské univerzitě v Palisades ve státě New York. Je spoluautorkou téměř 100 publikací. Některé z nich patří k nejcitovanějším v oboru.
Pro svůj projekt Tým aplikovaných věd pro zdraví a kvalitu (Health and Quality Applied Sciences Team - HAQAST) v NASA plánuje například provést analýzu dopadu znečišťujících látek na zdraví lidí za posledních deset let ve státě New York jako testovacím prostředí pro celostátní přístup. Je členkou několika Tiger Teamů, což jsou týmy pro společné úsilí mezi členy HAQAST s cílem vyřešit daný problém pomocí dat a produktů NASA. Každý člen čerpá z odborných znalostí i jiných týmů, aby našel nejlepší řešení problémů kvality ovzduší a jeho dopadu na zdraví.
V roce 2002 Arlene Fiore spoluzaložila Earth Science Women's Network (ESWN).  Členky této organizace vedou workshopy o kariérním rozvoji a rovnosti na pracovišti pro studentky a vědkyně.

## Vzdělání

Příčiny a důsledky znečištění ovzduší: (1) skleníkový efekt, (2) kontaminace především částicemi chlorofluorouhlovodíků - CFC, (3) zvýšené UV záření, (4) kyselé deště, (5) zvýšená koncentrace přízemního ozonu, (6) zvýšené úrovně oxidů dusíku

V roce 1997 Arlene Fiore absolvovala Harvardovu univerzitu s vyznamenáním a s titulem A.B. v oboru environmentálních geologických věd. Dál tam pokračovala a v roce 2003 získala titul Ph.D. v oboru věd o Zemi a planetách. 
Ve své diplomové práci se zabývala ozonovým smogem, jehož součástí jsou převážně vysoké koncentrace přízemního (také povrchového) ozónu. Ten vzniká především ve městech působením slunečních paprsků na znečištěný vzduch dopravními exhalacemi. Je zdraví škodlivý - poškozuje a dráždí hlavně sliznice a oči.
Její disertační práce měla název Propojení regionálního znečištění ovzduší s globální chemií a klimatem: Role přízemního ozonu. Ve své práci došla k závěru, že přízemní ozonová vrstva úzce souvisí se znečištěním ovzduší, globálním klimatem a globálním oteplováním.

## Kariéra a výzkum

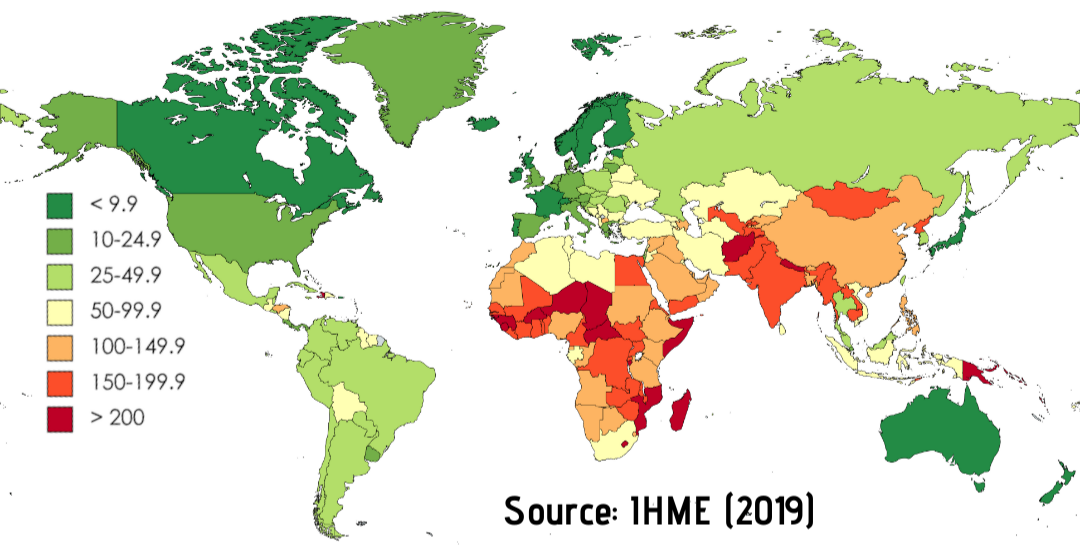
Úmrtí v důsledku znečištění ovzduší na 100 000 obyvatel (IHME, 2019)

Změny povrchové teploty vzduchu za posledních 50 let. Nejvíce se oteplila Arktida a teploty na pevnině se obecně zvýšily více než teplota povrchu moře.

- Jako postgraduální studentka na Harvardově univerzitě pracovala Arlene Fiore ve skupině Harvard Atmospheric Chemistry Modeling Group.[5] Poté pokračovala ve svém výzkumu v Programu atmosférických a oceánských věd na Princetonské univerzitě, v Laboratoři geofyzikální dynamiky tekutin a v Národním centru pro výzkum atmosféry.
- V roce 2011 začala Arlene Fiore pracovat na katedře věd o Zemi a životním prostředí a na Lamont-Doherty Earth Observatory na Kolumbijské univerzitě v Palisades ve státě New York.
- V roce 2016 se zde stala profesorkou. Během svého působení na Kolumbijské univerzitě vyučovala různé předměty, včetně Úvodu do atmosférické chemie, Poznatky o klimatu a koloběhu uhlíku z jednoduchých modelů, Prach v zemském systému a Výukový program chemie atmosféry.[2][3][4]
- V roce 2021 se Arlene Fiore přestěhovala a začala působit na Massachusetts Institute of Technology, kde byla jmenována první profesorkou v oblasti věd o Zemi, atmosféře a planetách. Zde se nadále zabývá kvalitou ovzduší, chemií atmosféry, klimatickými změnami a klimatickou variabilitou. Zajímají ji souvislosti mezi biosférou a atmosférou, změny a vzorce ve složení atmosféry a vztah mezi klimatem a chemií.[6]
- Od roku 2016 je Arlene Fiore hlavní výzkumnou pracovnicí týmu aplikovaných věd NASA pro zdraví a kvalitu ovzduší. Od roku 2014 je členkou Rady pro atmosférické vědy a klima Národní akademie věd, Prohlášení Americké meteorologické společnosti o atmosférickém ozonu, řídícího výboru workshopu NESCAUM sponzorovaného NYSARDA (New York State Energy Research and Development Authority) o mezerách v údajích o energetice a kvalitě ovzduší v metropolitní oblasti New Yorku. Od roku 2014 je členkou iniciativy řídícího výboru IGAC/SPARC (International Global Atmospheric Chemistry) pro chemicko-klimatické modelování.

## Ocenění a vyznamenání
V prosinci 2005 získala cenu Americké geofyzikální unie James R. Holton Junior Scientist Award za výzkum, který prováděla dva roky po získání titulu Ph.D. V červenci 2006 získala Prezidentskou cenu pro vědce a inženýry (PECASE). V prosinci 2011 jí Americká geofyzikální unie udělila medaili Jamese B. Macelwana za její práci v geofyzikálních vědách jako začínající vědkyně. Splnila kritéria pro udělení ceny díky vysokému počtu publikací o atmosférické chemii, které pomohly vědecké komunitě pochopit dopady znečištění ozonem. Od roku 2012 obdržela dva granty od Agentury pro ochranu životního prostředí Spojených států amerických na studium znečištění ovzduší a oteplování klimatu v USA.

## Vybrané publikace
- BEY, Isabelle; JACOB, Daniel J.; YANTOSCA, Robert M.; LOGAN, Jennifer A.; FIELD, Brendan D.; FIORE, Arlene M.; LI, Qinbin. Global modeling of tropospheric chemistry with assimilated meteorology: Model description and evaluation. Journal of Geophysical Research: Atmospheres. 2001, s. 23073–23095. doi:10.1029/2001JD000807. Bibcode 2001JGR...10623073B.
- DENTENER, F.; DREVET, J.; LAMARQUE, J. F.; BEY, I.; EICKHOUT, B.; FIORE, A. M.; HAUGLUSTAINE, D. Nitrogen and sulfur deposition on regional and global scales: A multimodel evaluation. Global Biogeochemical Cycles. 2006, s. n/a. Dostupné online. doi:10.1029/2005GB002672. S2CID 839759. Bibcode 2006GBioC..20.4003D.
- KIRTMAN, B; POWER, SB; ADEDOYIN, AJ; BOER, GJ; BOJARIU, R; CAMILLONI, I; DOBLAS-REYES, F. Climate Change 2013: The Physical Science Basis. IPCC Working Group I Contribution to AR5. Cambridge: Cambridge University Press, 2013. Kapitola Chapter 11 - Near-term climate change: Projections and predictability.
- STEVENSON, D. S.; DENTENER, F. J.; SCHULTZ, M. G.; ELLINGSEN, K.; VAN NOIJE, T. P. C.; WILD, O.; ZENG, G. Multimodel ensemble simulations of present-day and near-future tropospheric ozone. Journal of Geophysical Research. 2006, s. D08301. Dostupné online. doi:10.1029/2005JD006338. Bibcode 2006JGRD..111.8301S.
- FIORE, Arlene M. Background ozone over the United States in summer: Origin, trend, and contribution to pollution episodes. Journal of Geophysical Research. 2002, s. 4275. Dostupné online. doi:10.1029/2001JD000982. S2CID 5377137. Bibcode 2002JGRD..107.4275F.